# 馬鞍山繞道
22°25′20″N 114°14′17″E / 22.422179°N 114.2380434°E
馬鞍山繞道（英語：Ma On Shan Bypass），位於香港新界東沙田區馬鞍山南部，是一條連接馬鞍山及西貢半島的主要道路，作為馬鞍山路的一條繞道，讓汽車可避過繁忙的馬鞍山市中心地段直通，此公路車速限制為每小時80公里。馬鞍山繞道是2號幹線的連接路，而行人、徒步控制的車輛、單車及三輪車不可使用。
道路興建工程在2001年6月展開，並在2004年8月大致完成，工程費用13億8,600萬港元。繞道於8月17日通車。
馬鞍山繞道沿著馬鞍山山腳由馬鞍山西沙路至馬鞍山路為止，設一條分支路連接西沙路烏溪沙迴旋處，繞道初時稱為「馬鞍山T7號主幹路」，支路則稱「T22」。全長4.2公里，全線均為二線雙程分隔公路，包括2.3千米半開放式隔音屏障及1.7千米的隔音屏障，共達63,000平方米，是落成時裝設最大型隔音屏障的單一工程項目。土木工程拓展署在道路範圍內提供約18公頃的環境美化地帶，並種植超過90萬株植物。
2009年12月12日，馬鞍山繞道被用作2009年東亞運動會會單車公路賽之繞圈段賽道，比賽中段參賽者需在馬鞍山繞道架空部份來回繞圈21次，故此架空部份暫時封閉7.5小時（上午7時至下午2時30分）。
馬鞍山繞道建成後，因道路網絡更改關係，所有沿西沙路西行駛往馬鞍山的車輛（包括巴士及專線小巴），必須取道該繞道西行線介乎西沙路近樟木頭至烏溪沙迴旋處的一小段。不過介乎馬鞍山路近恆安邨至烏溪沙的一段，一直未有任何公共交通工具駛經。直至2013年12月25日，九巴假日路線99R線投入服務，取道馬鞍山繞道往返，一度成為首條駛經全段馬鞍山繞道的專營巴士路線（99R線於2014年11月9日起改經西沙路，不再途經馬鞍山繞道）。而與99R屬同一組重組計劃的299X線亦於2014年1月11日投入服務，由299線更改編號而成：299X線來回程不再途徑299線原本經過的恆安邨／耀安邨至烏溪沙一段馬鞍山新市鎮，而取道全段馬鞍山繞道直接往返沙田市中心及西貢，成為首條全日行走馬鞍山繞道全段的專利巴士路線。

## 圖集

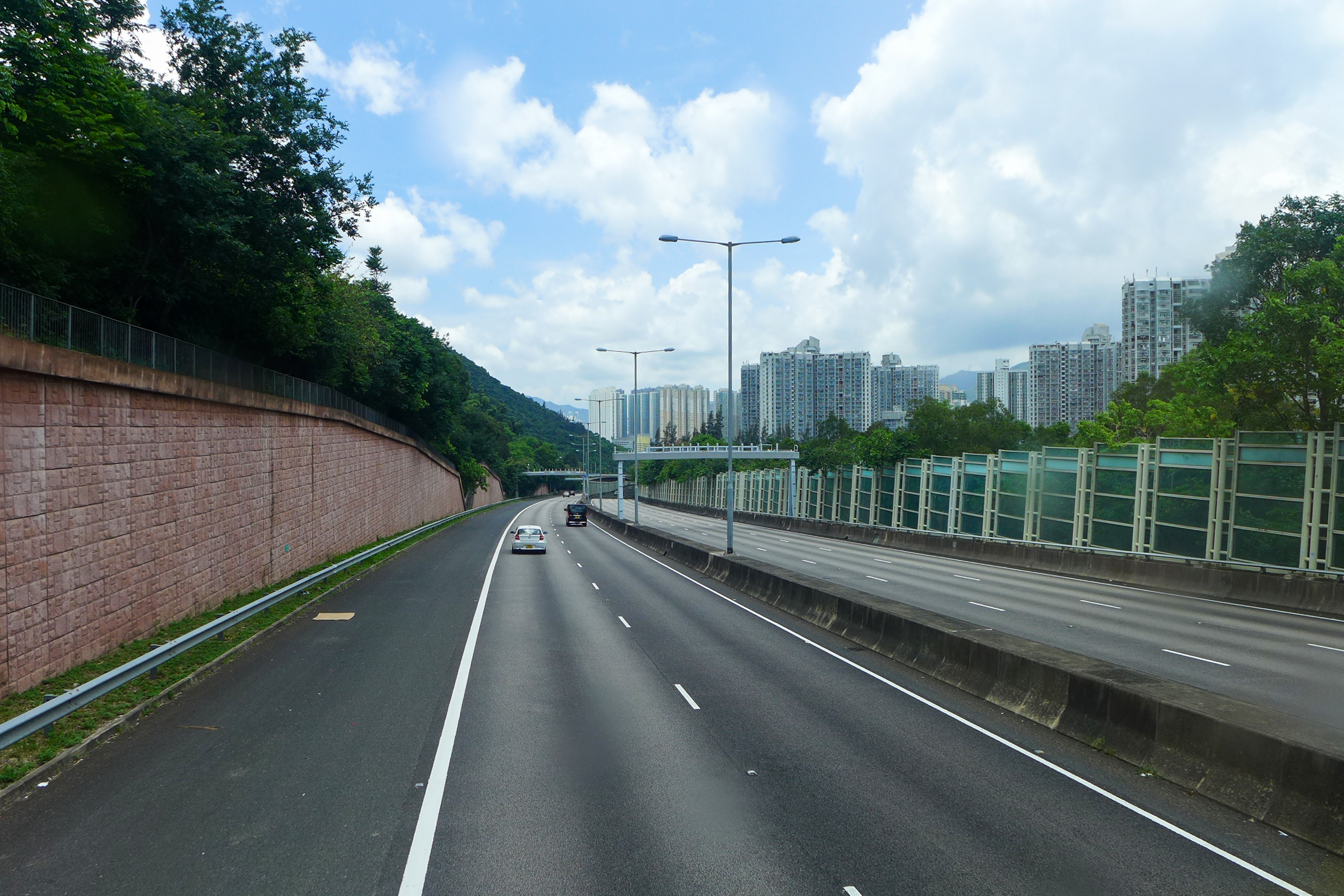
馬鞍山繞道
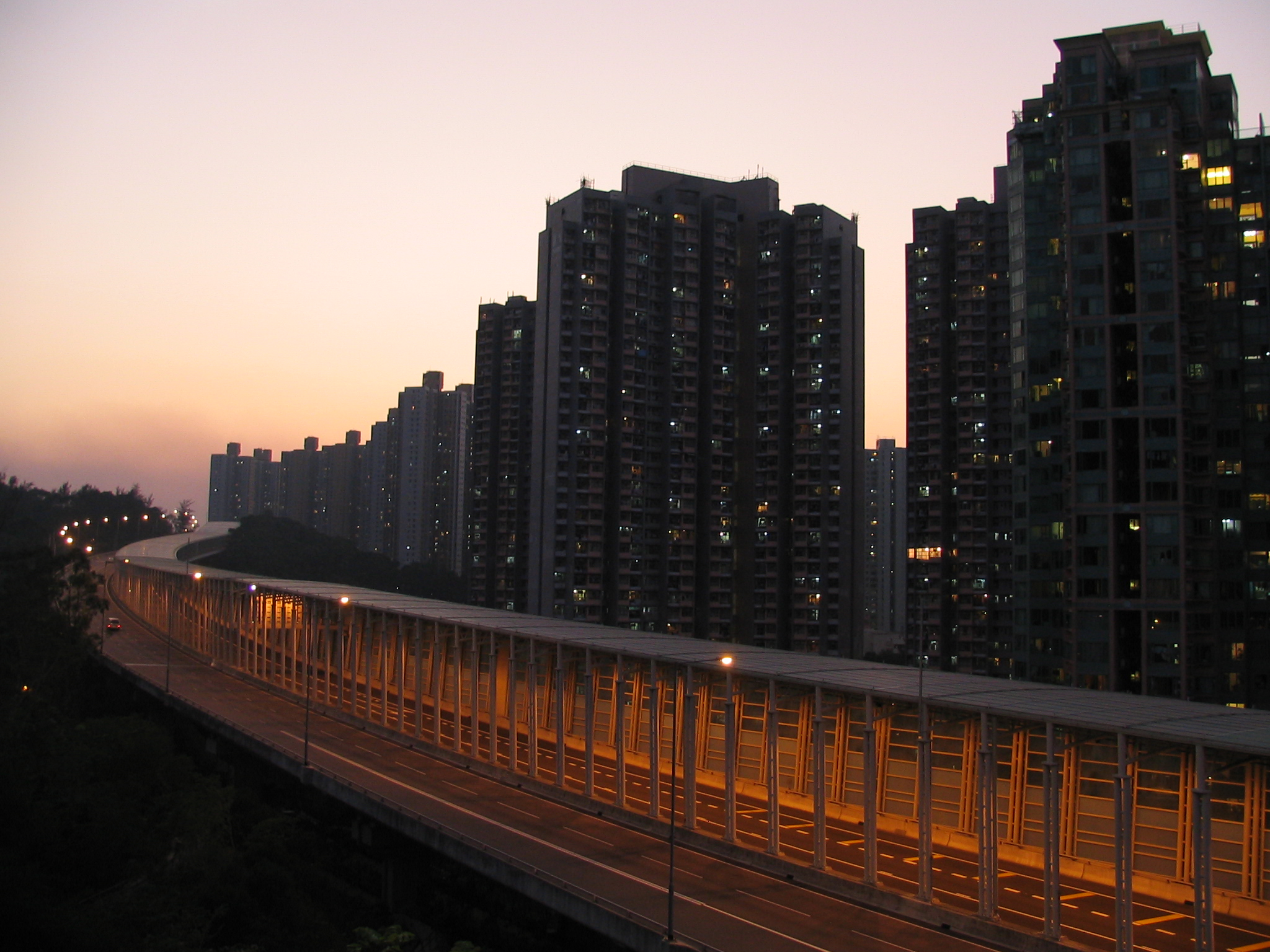
黃昏時分的利安段
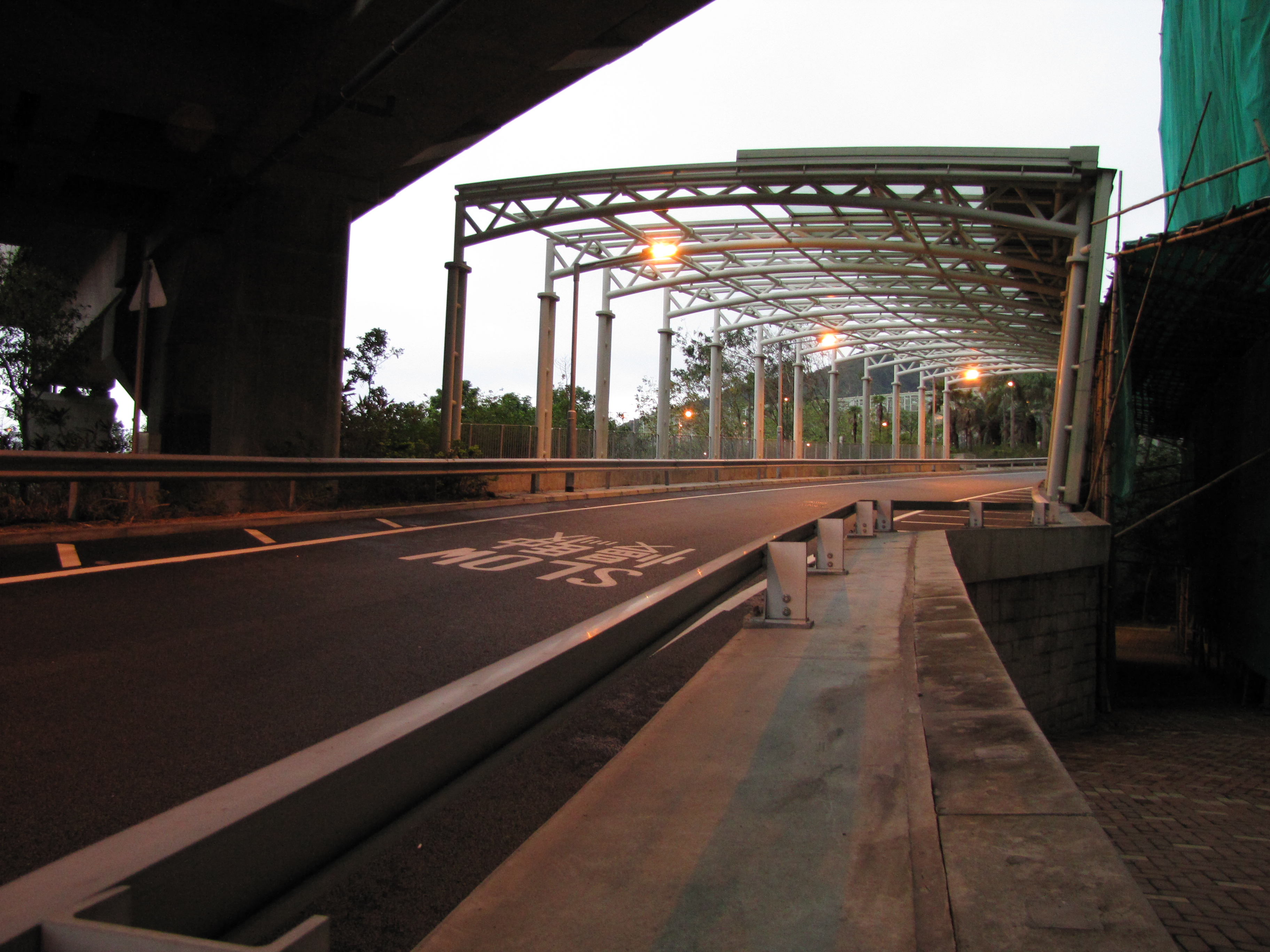
馬鞍山繞道利安出口
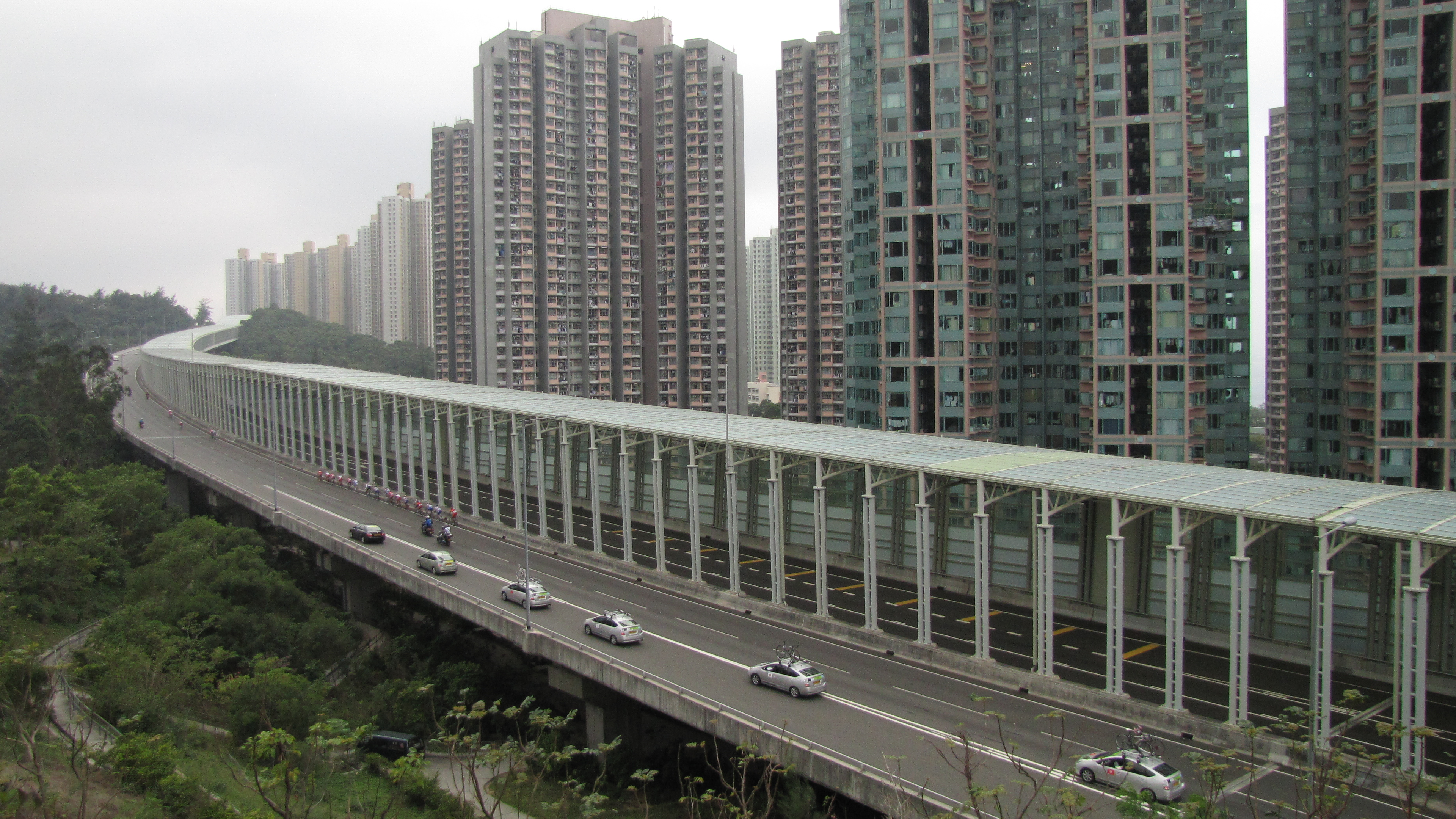
單車群及支援車隊經過利安段
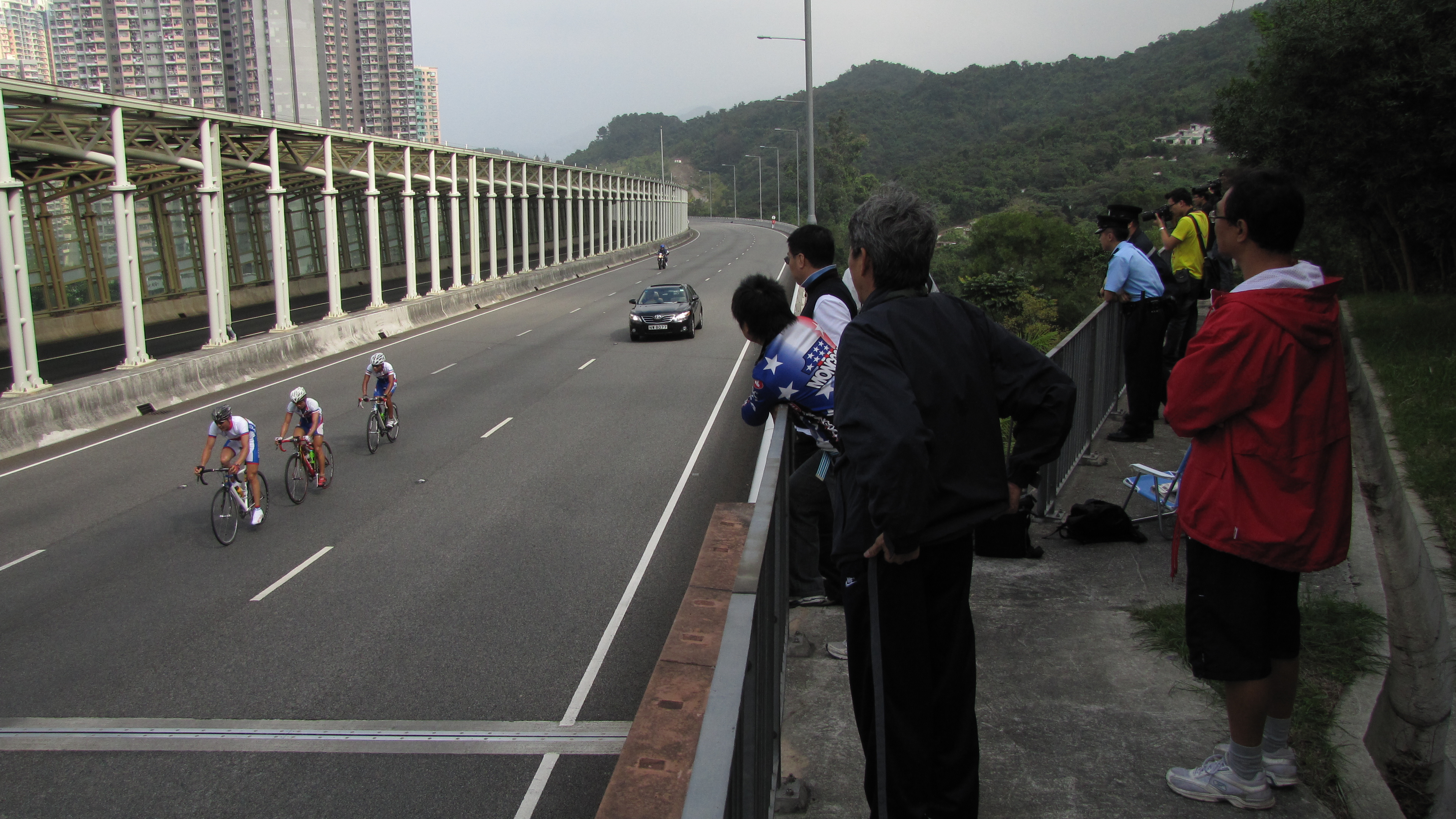
單車於利安上斜段
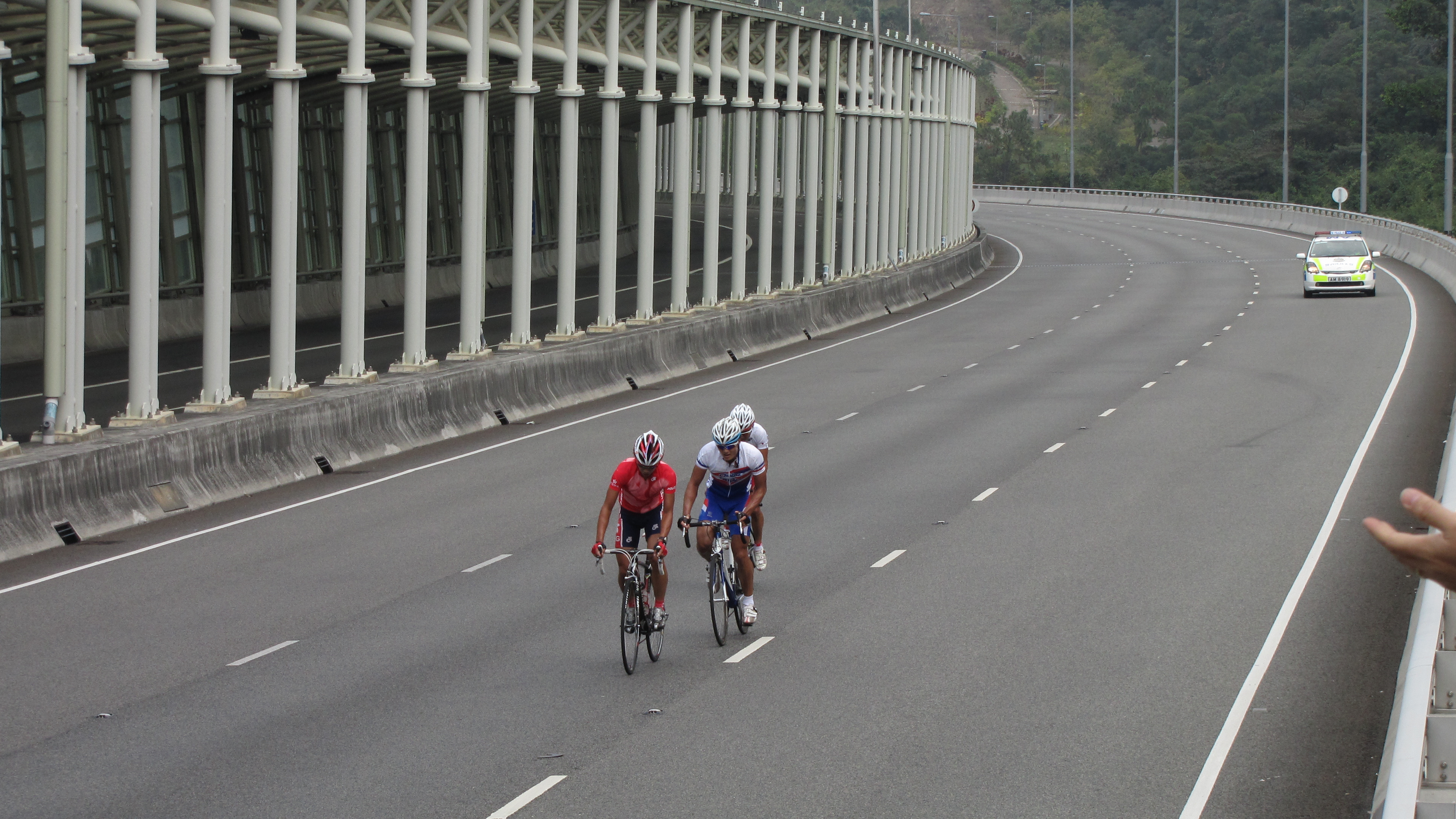
單車於利安上斜段（包括香港車手）

## 交匯道路
- 馬鞍山路
- 西沙路

## 外部連結
- 馬鞍山T7路8月17日通車 （页面存档备份，存于）